# 산골 나그네
<산골 나그네>는 1936년 발표된 김유정의 소설이다.

## 줄거리
홀어미가 사는 집에 한 여자 나그네가 찾아오고 홀어미는 나그네를 가족처럼 받아들여 함께 술집을 한다. 홀어미는 첫 결혼 시도가 돈 문제로 파토가 난 아들 덕돌과 술집에서도 남자들에게 인기가 많은 어여쁜 나그네를 엮어주려고 했던 것이다. 그런데 둘이 결혼한 후 어느 날 한 밤 중에 덕돌이 불러 가보니 덕돌은 발가벗고 있고 나그네는 옷을 들고 달아났다. 홀어미는 처음에 나그네가 도둑이라고 생각했지만 베게 밑에 은비녀가 남아 있는 것을 보고 무언가 사연이 있을 것이라고 생각한다. 홀어미와 덕돌이 나그네를 찾고 있는 한편, 나그네는 알고 보니 원래 남편이 있었고 그 남편에게 옷을 갖다 주기 위해 도둑질을 했지만, 자신의 베개 밑에 있었던 은비녀는 훔치지 않았다. 